# Gaillardia coahuilensis
Gaillardia coahuilensis là một loài thực vật có hoa trong họ Cúc. Loài này được B.L. Turner mô tả khoa học đầu tiên năm 1977.